# Frank Finlay
Frank Finlay (ur. 6 sierpnia 1926 w Farnworth, zm. 30 stycznia 2016 w Weybridge) – brytyjski aktor filmowy i teatralny. W 1966 otrzymał swoją jedyną nominację do Oscara za drugoplanową rolę w filmie Otello, ekranizacji dramatu Williama Szekspira.
W 1984 odznaczony Orderem Imperium Brytyjskiego III klasy (CBE).

## Filmografia
- Szeregowiec Potter (1962) jako kpt. Patterson (filmowy debiut)
- Najdłuższy dzień (1962) jako szeregowy Coke
- Samotność długodystansowca (1962) jako pracownik kasy biletowej
- Otello (1965) jako Iago
- Żartownisie (1967) jako nękany mężczyzna
- Inspektor Clouseau (1968) jako Weaver
- Trzewiki rybaka (1968) jako Igor Bounin
- Molly Maguires (1970) jako Davies
- Cromwell (1970) jako John Carter
- Prywatny detektyw (1971) jako William Ginley
- Morderczy cel (1972) jako Marty Gold
- Shaft w Afryce (1973) jako Amafi
- Trzej muszkieterowie (1973) jako Portos
- Czterej muszkieterowie (1974) jako Portos
- Dzikie gęsi (1978) jako ks. Geoghagen
- Złodziej z Bagdadu (1978) jako Abu Bakar
- Morderstwo na zlecenie (1979) jako inspektor Lestrade
- Powrót żołnierza (1982) jako William Grey
- Enigma (1983) jako Canarsky
- Klucz (1983) jako Nino Rolfe
- Czarna Żmija (1983; serial TV) jako Witchsmeller (gościnnie)
- Opowieść wigilijna (1984) jako duch Marleya
- Łuk triumfalny (1984) jako Boris
- Siła witalna (1985) jako dr Hans Fallada
- Casanova (1987) jako Razetta
- Król wiatru (1989) jako Edward Coke
- Powrót muszkieterów (1989) jako Portos
- Płonący brzeg (1991) jako Garrick Courteney
- Stalin (1992) jako Sergei Alliluyeva
- Karol Wielki (1993) jako Alcuin z Yorku
- Rozterki serca (1993) jako o. Nunzio
- Trzymaj fason (1998) jako Hudson Junior
- Elfy kontra skrzaty (1999) jako gen. Bulstrode
- Długość geograficzna (2000) jako admirał Wagner
- Jim ze stacji (2001) jako Riorden; senior
- Pechowa rodzinka (2001) jako pan Heath
- Pianista (2002) jako Samuel Szpilman, ojciec Władysława
- Deklaracja (2003) jako komisarz Vionnet
- Nieznany książę (2003) jako Asquith
- Główny podejrzany: Ostatni świadek (2003) jako Arnold Tennison
- Główny podejrzany: Końcowy akt (2006) jako Arnold Tennison
- Poczekalnia (2007) jako Roger
- Przygody Merlina (2008-11; serial TV) jako Anhora (gościnnie w odc. 11.)